# Équipe d'Arabie saoudite masculine de handball
Maillots
Dernière mise à jour : 2 février 2022.
L'équipe d'Arabie saoudite masculine de handball est une sélection des meilleurs joueurs saoudiens de handball représentant le pays lors des compétitions internationales, notamment aux championnats du monde et aux Championnats d'Asie où elle a remporté trois médailles de bronze en 2002, 2008 et 2012.

## Palmarès
Championnats d'Asie
- : 2002, 2008, 2012 et 2022

Jeux asiatiques
- : 1990

## Parcours détaillé
| Championnats du monde - 1997 : 21e - 1999 : 22e - 2001 : 21e - 2003 : 19e - 2009 : 23e - 2013 : 19e - 2015 : 22e - 2017 : 20e - 2019 : 21e - 2023 : 29e | Championnats d'Asie - 1977 : 8e - 1983 : 5e - 1989 : 5e - 1991 : 10e - 1993 : 4e - 2002 : 3e - 2004 : 5e - 2008 : 3e | · - 2010 : 4e - 2012 : 3e - 2014 : 6e - 2016 : 4e - 2018 : 4e - 2020 : 7e - 2022 : 3e | Jeux asiatiques - 1982 : 5e - 1990 : 3e - 1994 : 5e - 2006 : 8e - 2010 : 4e - 2014 : 7e - 2018 : 8e |

## Personnalités liées à la sélection

### Sélectionneurs
- Ekrem Jaganjac : de 1996 à 1999
- Sayed Ayari : de jan. à fév. 2009
- Nenad Kljaić : de 2012 à 2013
- Goran Džokić (en) : en 2015
- Nenad Kljaić : de 2015 à 2018
- Boris Denič (en) : de 2018 à 2021
- Didier Dinart[1] : de décembre 2021 à février 2022.
  -  Rabah Gherbi : adjoint décembre 2021 à février 2022.

## Effectif

### Effectif actuel
Les 18 joueurs sélectionnés pour disputer le Mondial 2023 sont :

## Confrontation contre la France
La France n'a joué que deux fois contre l'Arabie saoudite, pour un bilan de deux victoires :
| Date            | Lieu              | Match                    | Score         | Compétition                              | Référence |
| --------------- | ----------------- | ------------------------ | ------------- | ---------------------------------------- | --------- |
| 20 janvier 2003 | Madère, Portugal  | France - Arabie saoudite | 30-23         | Championnat du monde 2003 (Premier tour) | -         |
| 14 janvier 2023 | Katowice, Pologne | France - Arabie saoudite | 41-23 (24-14) | Championnat du monde 2023 (Premier tour) | [ 3 ]     |